# Esquinita-(Ce)
L'esquinita-(Ce) és un mineral de la classe dels òxids que pertany al grup de l'esquinita.

## Característiques
L'esquinita-(Ce) és un òxid aprovat com a espècie vàlida per l'Associació Mineralògica Internacional. La seva fórmula química va ser redefinida l'any 2025, passant a ser: Ce(TiNb)O₆. Cristal·litza en el sistema ortoròmbic. La seva duresa a l'escala de Mohs es troba entre 5 i 6. Es l'anàleg de ceri de l'esquinita-(Y).
Segons la classificació de Nickel-Strunz l'esquinita-(Ce) pertany a «04.DF: Òxids amb proporció metall:oxigen = 1:2 i similars, amb cations grans (+- mida mitja); dímers i trímers que comparteixen costats d'octàedres» juntament amb d'altres minerals com l'esquinita-(Nd), l'esquinita-(Y), la vigezzita o la murataïta-(Y).

## Formació i jaciments
Va ser descoberta ala camps de gadolinita, de la Reserva Natural d'Ilmen, als Monts Ilmen, a l'óblast de Txeliàbinsk (Rússia), creient-se que era en realitat gadolinita. Estudis realitzats posteriorment per Victor Hartwall en el laboratori del químic suec Jöns Jacob Berzelius el van reconèixer com un nou mineral. Es pot trobar en altres indrets del planeta, però els seus jaciments són més aviat escassos.